# 대진 (명나라)
대진(戴進)은 자(字)는 문진(文進), 호는 정암(靜庵), 첸탕(錢塘) 사람이다.
선덕화원(宣德畵院)에 등용되어 명조(明朝) 제일의 명성을 얻었으나, 동료의 시샘을 받아 추방된 후 궁한 가운데 사망하였다고 전해진다. 절파(浙派)의 원조로 지목되며, 화원(畵院)의 화풍을 결정지웠다고 한다.